# Taksony

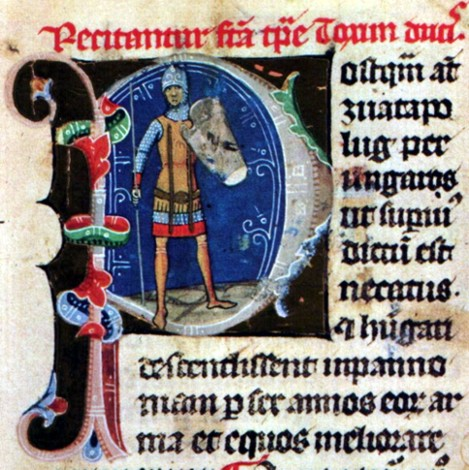
Wizerunek Taksonya w Kronice Ilustrowanej

Taksony (łac. Toxun, gr. Taxis) (ur. ok. 931, zm. ok. 970) – wódz węgierski z dynastii Arpadów, książę Węgier od 955 roku.
Był synem Zoltána. W 955 roku został władcą Węgier, zmieniając dotychczasową politykę. Zrezygnował z najazdów na ościenne państwa, zawarł pokój z Rusią, Pieczyngami i Bułgarią. Włączył swój kraj w obieg międzynarodowego handlu. Starał się o sprowadzenie łacińskich misjonarzy, jednak wyświęcony przez papieża Jana XII biskup Węgier, ze względu na opór króla Ottona I Wielkiego, nie dotarł do swojej diecezji. Jego synem i następcą był Gejza, ojciec pierwszego węgierskiego króla Stefana I Świętego; drugim synem był Michał.

## Pochodzenie i losy do objęcia rządów
Był synem Zoltána, najmłodszego z synów Arpada.
W 947 roku brał udział w wyprawie na Włochy.

## Okoliczności objęcia rządów przez Taksonyego

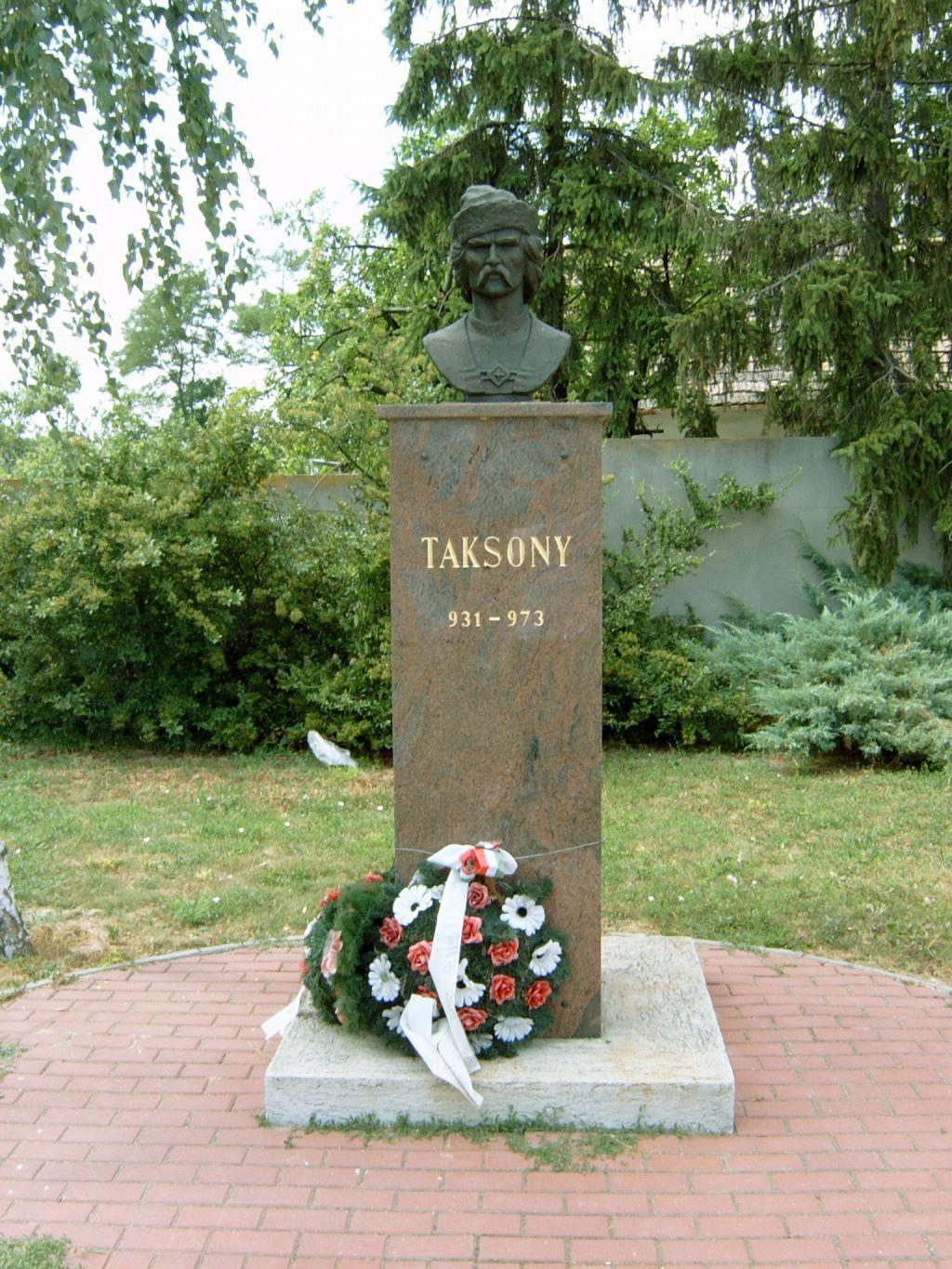
Pomnik Taksonya

W latach 40. X wieku węgierscy książęta powoli przekonywali się o konieczności przyjęcia chrztu. Nie chcieli jednak czynić tego za pośrednictwem Niemiec, z którymi znajdowali się w konflikcie. Zdecydowali się, wzorem Bułgarii, na pośrednictwo Cesarstwa Bizantyjskiego. W 948 roku w Konstantynopolu zostali ochrzczeni harka (trzeci dostojnik na Węgrzech) Bulcsú oraz książę Tormás, prawnuk Arpada. W 953 roku chrzest przyjął gyula (drugi dostojnik na Węgrzech), zapewne Zombor.
Ówczesny książę Węgier, Fajsz, w 954 roku zdecydował się poprzeć bunt niemieckich możnowładców przeciwko królowi Ottonowi I Wielkiemu. Jednak 10 sierpnia 955 roku w bitwie na Lechowym Polu koło Augsburga Otto I rozgromił węgierską armię; dowodzący nią harka Bulcsú i książę Lehel zostali pojmani i powieszeni.
Klęska spowodowała zmianę polityki prowadzonej przez dynastię Arpadów. Odpowiedzialnością za dotychczasowe niepowodzenia obarczono potomków Jutasa i Üllő, synów Arpada. Do głosu doszły dwa pozostałe odgałęzienia wywodzące się od Tarhosa i Zoltána. Wielkim księciem, zgodnie z zasadą senioratu, obrano najstarszego w rodzie Taksonyego.

## Małżeństwo i potomstwo
Żona Taksonyego pochodziła, jak podaje Anonymus, z kraju Kumanów. Przypuszcza się, że była córką Tonuzaby, wodza Pieczyngów. Wiąże się ten fakt z przeprowadzką Tonuzaby i jego szczepu na Węgry; sam Tonuzaba otrzymał włości w Heves, niedaleko posiadłości Taksonyego.
Ze wspomnianego małżeństwa pochodziło dwóch synów:
- Gejza, zm. 997, książę Węgier,
- Michał.